# Емайлиран проводник
Емайлиран проводник (на английски: Magnet wire; на немски: Kupferlackdraht) е меден или алуминиев проводник покрит с много тънък електроизолационен слой. Дебелината и теглото на тази изолация в сравнение с другите видове изолация със същото функционално действие са много по-малки. Затова този проводник се използва за изработката на електрически бобини, трансформатори и електрически машини. Малката дебелина на изолацията позволява да се изработват електрически апарати и машини с много по-малко загуби. Обикновено се използва меден проводник.

## Изолация
Независимо че се казва емайлиран проводник, изолацията не се изработва от емайл, а се изработва от различни полимерни материали, като изолацията се нанася и изпича многократно – от 4 до 20 пъти. Приблизителното правило е, че лаковото покритие достига до 10% от теглото на медния изолиран проводник. Могат да се използват различни по състав покрития в зависимост от качествата, които се желаят.
Развитието на изолационните материали през годините са повишили работната температура на тези проводници, което от своя страна води до възможността електротехническите изделия, изработени с тях: бобини, двигатели и др. да работят с по-висока плътност на тока и следователно да се намаляват още повече габаритите на изделията.
Използваните материали за изолацията са полиуретан, полиамид, полиестер, полиестер-полиимид, полиамид-полиимид, полиимид и др. Проводниците с изолация от полиимид може да издържат работна температура до 250 °C.
За изработката на безкаркасна бобина се използва проводник, при който най-външният слой на изолацията е термопластичен и който след навиването, чрез горещ въздух се стопява и след изстиването бобината не се развива, поради залепването на отделните намотки една с друга .

## Видове емайлирани проводници
Емайлираните проводници се изработват с кръгло сечение и правоъгълно сечение. При малките сечения на проводника обикновено се произвеждат само кръгли проводници.
Емайлираните проводници се класифицират по размер на проводника, температурен клас и клас на изолацията.
Размерите на проводниците могат да се измерват в размер на диаметъра, сечение или размер AWG (American wire Gage). Най-малкият стандартен меден емайлиран проводник е с диаметър 0,010 мм. (10 микрона).
Пробивното напрежение на изолацията зависи от дебелината на покритието, което е три вида: Клас 1, Клас 2 и Клас 3 (Grade 1, Grade 2 и Grade 3). По-големите класове имат по-дебела изолация и поради това по-голямо пробивно напрежение.
Температурният клас на проводника показва тази температура на проводника, при която изделието може да работи нормално 20000 часа. При по-ниска температура нормалната работа се удължава (с около два пъти на всеки 10 градуса по-ниска температура). Стандартните температурни класове са 105 °C, 130 °C, 155 °C, 180 °C и 220 °C.

## Зачистване на изолацията
След изработката на възлите за електрическите машини и апарати, те трябва да се свържат електрически и за целта е необходимо да се зачистят местата на свързване от съществуващата изолация. В зависимост от качествата на изолацията могат да се използват методите: спояване, механично зачистване, лазерно зачистване, химическо зачистване и кримпване.

## Приложения
Емайлираните проводници намират приложения в производството на електрическите апарати и машини: бобини, тороиди, двигатели-синхронни,-асинхронни,-линейни, индуктивни датчици, транспондери, релета и др.